# Leo Walta
Leo Walta, född 24 juni 2003 i Vanda, är en finländsk fotbollsspelare (mittfältare) som spelar för IK Sirius. Han har tidigare spelat i bland annat FC Nordsjælland och Mjällby AIF.

## Landslag
Walta har representerat flera ungdomslandslag och debuterade i finska landslaget i juni 2024 i en träningsmatch mot Portugal.